# Was bleibt
Was bleibt ist eine Erzählung von Christa Wolf.

## Vorgeschichte und Entstehung
Die von Christa Wolf 1976 mitinitiierte Unterschriftensammlung gegen die Ausbürgerung Wolf Biermanns aus der DDR endete für die Schriftstellerin in der Umwandlung einer schon seit 1969 bestehenden verdeckten Überwachung durch die Stasi in eine offene. Von dieser Zeit handelt die Erzählung. Sie wurde nach Angabe der Autorin am Ende des Jahres 1979 verfasst und zehn Jahre später nach dem Mauerfall überarbeitet. Erschienen ist „Was bleibt“ aber erst im Sommer 1990, was zum Anlass einer medienwirksamen Auseinandersetzung um die politische Glaubwürdigkeit und den literarischen Rang Christa Wolfs wurde.

## Inhalt
Erzählt wird ein Tag im Leben einer Ostberliner Schriftstellerin, deren Wohnung und berufliche Aktivitäten von der Stasi ganz offen observiert werden. Die Erzählung thematisiert die Folgen der Beobachtung, insbesondere die dadurch ausgelösten Gefühle, Selbstbefragungen und Veränderungen im alltäglichen Leben der Frau. Als Ich-Erzählerin befindet sie sich in einem ständigen inneren Monolog, in einer permanenten Selbstprüfung, in der sie sich teilweise in Du, Ich und noch ein Drittes spaltet, ein Verhalten, das durch den düsteren Außendruck verursacht wird. Eines der Ichs repräsentiert die ursprünglich loyale Haltung zum Staat DDR, ein anderes ringt verzweifelt um eine neue Sprache, die authentisch und lebendig die Erfahrungen ausdrücken könnte. Ein Alltag wird erzählt, der keiner mehr ist, wenn die eigene Wohnung in Abwesenheit von Fremden betreten wurde und deutlich sichtbare Spuren davon als Hinweis hinterlassen wurden. Gespräche können innerhalb der Wohnung nur noch geführt werden, wenn der Telefonstecker gezogen ist. Telefonate werden zu einer Farce, die sich nur noch in Codes und Belanglosigkeiten abspielt. 
Symptome der Angst und Nervosität, wie Unruhe, Schlaflosigkeit, Gewichtsverlust, Haarausfall, durchziehen die Erzählung.
Die Erzählung folgt dem Muster einer Novelle. Der mittlerweile gewohnte Tagesablauf der Schriftstellerin wird durch ein unerhörtes Ereignis unterbrochen: Eine von der Stasi zur Hälfte aufgekaufte Lesung bringt dennoch provozierende, mutige Fragen nach einer lebbaren Zukunft hervor. Die Schriftstellerin begegnet erstaunt, aber auch ängstlich-taktierend der nächsten Generation von Schreibenden, deren Wille und Mut, etwas an stummer Unmündigkeit und Erstarrung zu verändern, ungebrochen ist.

## Folgen und Literaturstreit 1990

### Einleitung des Streits
Schon am 12. November 1987 erschien in der FAZ ein Artikel von Marcel Reich-Ranicki mit dem Titel „Macht Verfolgung kreativ?“ Anlass dafür war eine Rede, die Christa Wolf für Thomas Brasch gehalten hatte. Zur Verleihung des Kleistpreises an den Schriftsteller, der 1976 aus der DDR ausgewandert war, stellte Christa Wolf die Behauptung auf, die DDR mit ihren Widersprüchen habe Brasch erst kreativ gemacht. 
M. Reich-Ranicki widersprach und attackierte die Autorin mit selten dagewesener Heftigkeit. Er nannte ihre künstlerischen und intellektuellen Möglichkeiten „bescheiden“, sprach ihr Mut und Charakterfestigkeit ab und prägte für Christa Wolf den Titel DDR-Staatsdichterin.

### 1. Phase des Literaturstreits
Noch bevor Christa Wolfs Erzählung „Was bleibt“ im Buchhandel erhältlich war, erschienen Rezensionen in der  Zeit vom 1. Juni 1990 von Ulrich Greiner und in der FAZ vom 2. Juni 1990 von Frank Schirrmacher. Beide Kritiker unterzogen in ihren Artikeln die politische Haltung der Autorin einer grundsätzlichen Kritik.
Ulrich Greiner zweifelte in seinem Artikel die Glaubwürdigkeit von Christa Wolfs Erzählung an.
Frank Schirrmacher betonte, dass Christa Wolf im aktuellen Zusammenhang nicht als künstlerischer Fall interessiere. Er machte der Autorin vielmehr den Vorwurf, die Erzählung zu spät veröffentlicht zu haben, nämlich zu einem Zeitpunkt, in der sie ihre Brisanz verloren habe. Schirrmacher vermutete sogar, der Text hätte zehn Jahre zuvor – auf Grund der Prominenz und Unangreifbarkeit Wolfs – dem Überwachungssystem der DDR geschadet und legte damit nahe, Christa Wolf habe aus Angst um ihre Privilegien geschwiegen.
Den Angriffen Greiners und Schirrmachers folgte die feuilletonistische Literaturkritik in überwiegender Zahl. Doch lösten sie auch eine Solidarisierungswelle mit der Autorin aus. Schriftsteller wie Walter Jens, Günter Grass und Lew Kopelew stellten sich ebenso hinter die Autorin wie Politikerinnen, als deren prominenteste Rita Süssmuth hervortrat. Vorbereitet hatte diese Auseinandersetzung wiederum Marcel Reich-Ranicki in seiner Sendung Das Literarische Quartett. Am 30. November 1989 leitete er den Gesprächsabend mit den Worten ein:
„In Deutschland hat eine Revolution stattgefunden. Und wann immer auf dieser Erde eine Revolution stattfindet, erzählen die Schriftsteller gern, sie, die Schriftsteller, hätten dazu wesentlich beigetragen. Wie ist das, haben eigentlich in der DDR die Schriftsteller gesiegt oder versagt?“
Reich-Ranickis Fragestellung betraf damit alle Schriftsteller, die in der DDR geschrieben hatten und geblieben waren. Im Laufe der Sendung wurde die These formuliert, dass der „Bonus des Schreibens unter schwierigen Bedingungen“ hinfällig wäre und nun neue Wertungsmaßstäbe für die DDR-Literatur angesetzt werden müssten.

### 2. Phase des Literaturstreits
In der zweiten Phase des Literaturstreits kam es zu einer heftigen Auseinandersetzung um einen bestimmten Typus des politisch engagierten Schriftstellers. Zahlreiche Intellektuelle begannen, sich gegenseitig anzugreifen. Greiner beschrieb die Wandlung des Streits in einem Artikel der ZEIT am 27. Juli 1990 mit den Worten: „Die wachsende Erbitterung im Streit um Christa Wolf rührt eben daher, dass niemand Irrtümer gerne zugibt, […]“
Später arbeitete er den Kern des Streits genauer heraus: „Wer bestimmt, was gewesen ist, der bestimmt auch, was sein wird. Der Streit um die Vergangenheit ist ein Streit um die Zukunft.“
In der Auseinandersetzung um die kulturelle Deutungsmacht in dem neu sich bildenden deutschen Staat trugen die Schriftsteller den Kampf exemplarisch auf ihrer Ebene aus.
Am Ende dieser Phase des Streits kam es wiederholt zu rein persönlichen Abgesängen der heftigsten Kritiker Christa Wolfs, wie etwa Chaim Noll: „Ich gestehe, dass mich die Lektüre ihrer Bücher immer gelangweilt, wo nicht unfreiwillig belustigt hat.“

### 3. Phase – Akteneinsicht
Christa Wolf gab in einem Artikel der Berliner Zeitung am 21. Januar 1993 Auskunft (so auch der Titel des Artikels), dass sie von 1959 bis 1962 als „IM Margarete“ beim Ministerium für Staatssicherheit der DDR geführt worden war. Neben 42 Aktenordnern über ihre Überwachung gab es auch ein 130 Seiten langes Faksimile über ihre eigene Stasitätigkeit, die sieben Treffen mit Stasimitarbeitern dokumentierten. Sie hatte drei Berichte verfasst, die allerdings ein ausschließlich positives Bild der betroffenen Personen zeichneten. Entsprechend beklagte die Stasi in internen Aufzeichnungen von 1962 Wolfs „Zurückhaltung“ in der Zusammenarbeit und begann nunmehr, die Autorin selbst umfangreich zu überwachen – ein Zustand, der bis zum Ende der DDR anhielt.
Frank Schirrmacher griff in die folgenden Debatten jetzt als Verteidiger der Schriftsteller ein, die unter außerordentlichen politischen und kulturellen Bedingungen gelebt und gearbeitet hätten. Er forderte: „Die vorschnelle Verurteilung von Schriftstellern jedenfalls, sie wäre das Fatalste, was jetzt passieren kann.“
Die Massenmedien griffen das Thema dennoch in der mittlerweile charakteristischen Weise auf. Ein durchaus bedeutsamer Literaturstreit nahm die Form eines Wettlaufs großer Blätter und Magazine nach der nächsten Enthüllungsstory an. 
Eine besonders spektakuläre Reaktion auf den IM-Vorgang Christa Wolfs war die Forderung der Münchner CSU, der Stadtrat möge der Autorin den 1987 für ihr Buch Störfall verliehenen Geschwister-Scholl-Preis wieder aberkennen. Dies wurde – nicht zuletzt durch den engagierten Einsatz Inge Aicher-Scholls, der älteren Schwester von Hans und Sophie Scholl – abgewehrt.
Wolf empfand die Kritik aufgrund ihrer Stasiverpflichtung, die ihr ungeachtet des Kontextes zum Vorwurf gemacht wurde, als Hexenjagd und als ungerechtfertigte Abrechnung mit ihrem Wunsch nach einem demokratischen Sozialismus und ihrer DDR-Biographie. Sie verglich ihre Situation mit ihrer Unterdrückung in der DDR. In den Jahren 1992/93 ging Christa Wolf für längere Zeit in die USA und zog sich aus der politischen Öffentlichkeit zurück. Um die Vorwürfe der Medien zu widerlegen, veröffentlichte sie 1993 ihre vollständige IM-Akte unter dem Titel Akteneinsicht Christa Wolf.